# Arara-de-garganta-azul
Arara-de-garganta-azul (nome científico: Ara glaucogularis) é uma espécie de arara endêmica de uma pequena área do centro-norte da Bolívia, conhecida como Los Llanos de Moxos. Esta espécie é patrimônio cultural da Bolívia. Estimativas recentes apontam que cerca de 350 a 400 indivíduos permanecem em estado selvagem. As principais causas de sua morte é a captura para o comércio de animais. Ele é atualmente considerado criticamente ameaçado.